# بورتو الكبرى
بورتو الكبرى هي منطقة حضرية في شمال البرتغال تضم 17 بلدية بما في ذلك مدينة بورتو. يبلغ عدد سكانها 1,762,524 نسمة وذلك حسب إحصائيات سنة 2011. تبلغ مساحتها 204031 كم². مما يجعلها ثاني أكبر منطقة في البلاد. تم تأسيسها عام 1991،